# تل إشجالي
تل إشجالي هو موقع أثري في محافظة ديالى، العراق، يُعتقد أنه كان جزءًا من دولة مدينة إشنونة التي احتلت خلال الفترة البابلية الأولى.

## تاريخ البحث
بدأت عمليات البحث في عشرينيات القرن الماضي، والتي كانت عمليات غير قانونية، ووجدت خلاله العديد من الألواح الطينية، وبعدها أجرت البعثة العراقية للمعهد الشرقي في شيكاغو موسمين من الحفريات بين عامي 1934 و 1936، قاد البعثة هينري فرانكفورت وتولى العمل في إشجالي ثوركيلد جاكوبسن وهارولد هيل.

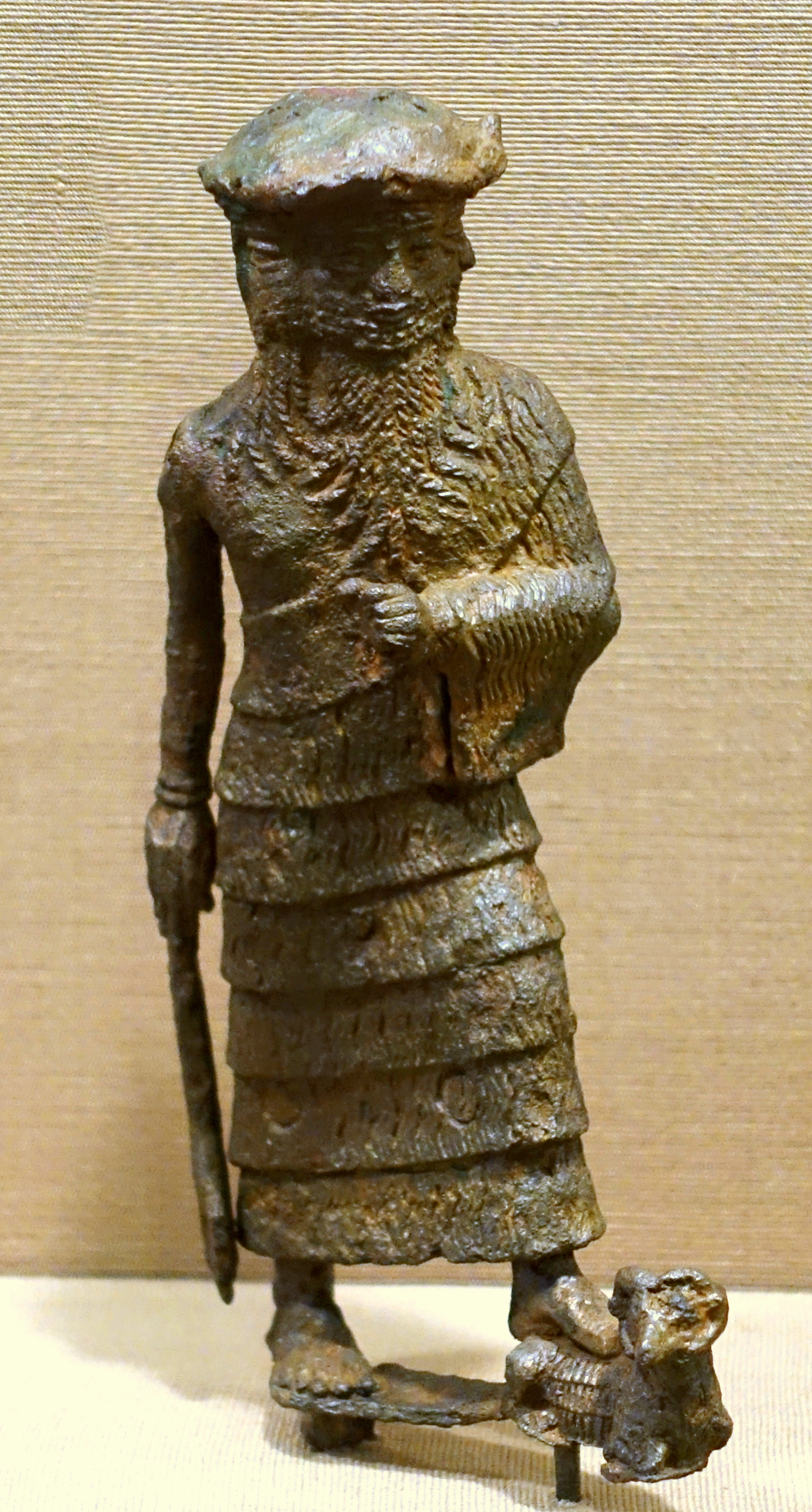
تمثال صغير للإله رباعي الرؤوس في متحف المعهد الشرقي.

يقع الموقع على بعد حوالي 3 ميل (4.8 كـم) جنوباً و 7 ميل (11 كـم) شرق مدينة بغداد و 15 ميل (24 كـم) جنوب شرقي اشنونة على نهر ديالى، هو أحد روافد نهر دجلة، يبلغ حجم التل الرئيسي حوالي 600 by 300 متر (1,970 قدم × 980 قدم)، ويغطي الموقع بأكمله حوالي 23 هكتار (57 أكر) كما توجد بعض التلال الصغيرة في شمالها وجنوبها.

## الألواح
من بين 280 لوحًا عثر عنها، ذهب 138 إلى المعهد الشرقي و142 حصل عليها المتحف العراقي، وتوجد الألواح التي نُقب عنها بشكل غير قانوني في العديد من المتاحف بما في ذلك متحف لوي للأنثروبولوجيا في بيركلي، ومتحف الفنون والتاريخ في جنيف، والمتحف العراقي، والمعهد الشرقي، ومكتبة فيلادلفيا الحرة.

## معرض الصور

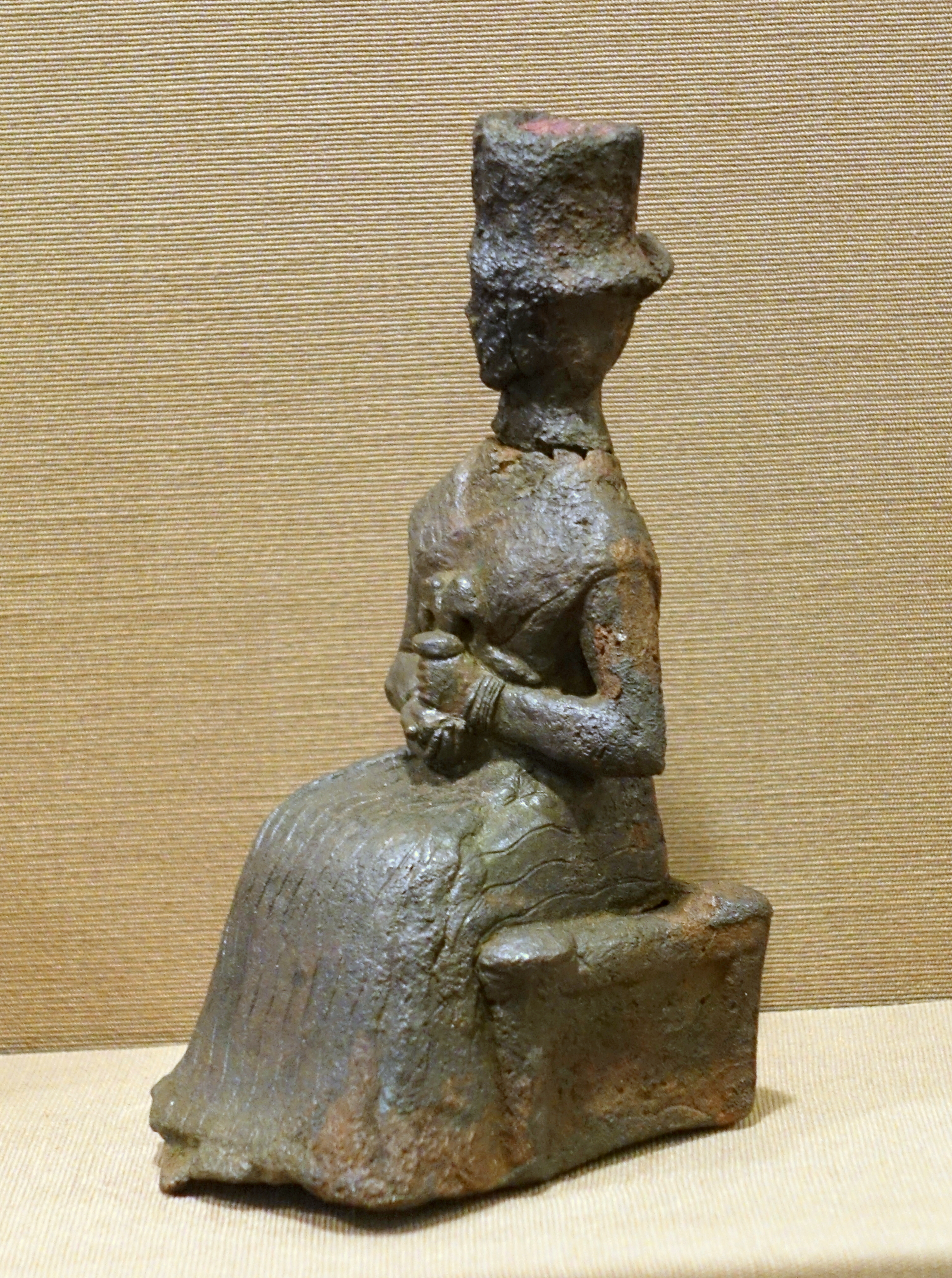
إلهة ذات أربعة وجوه، متحف المعهد الشرقي، جامعة شيكاغو
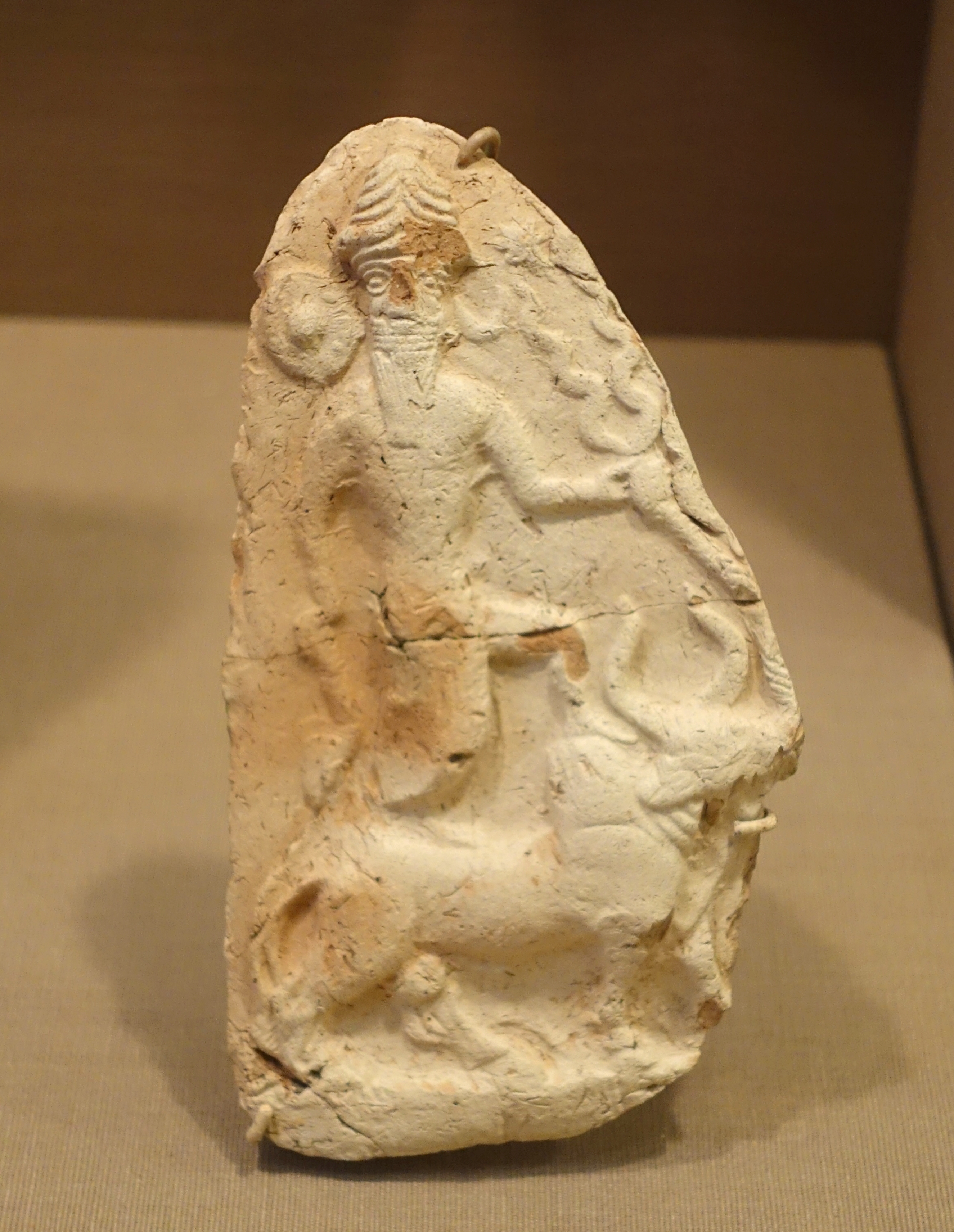
إله العاصفة، متحف المعهد الشرقي، جامعة شيكاغو
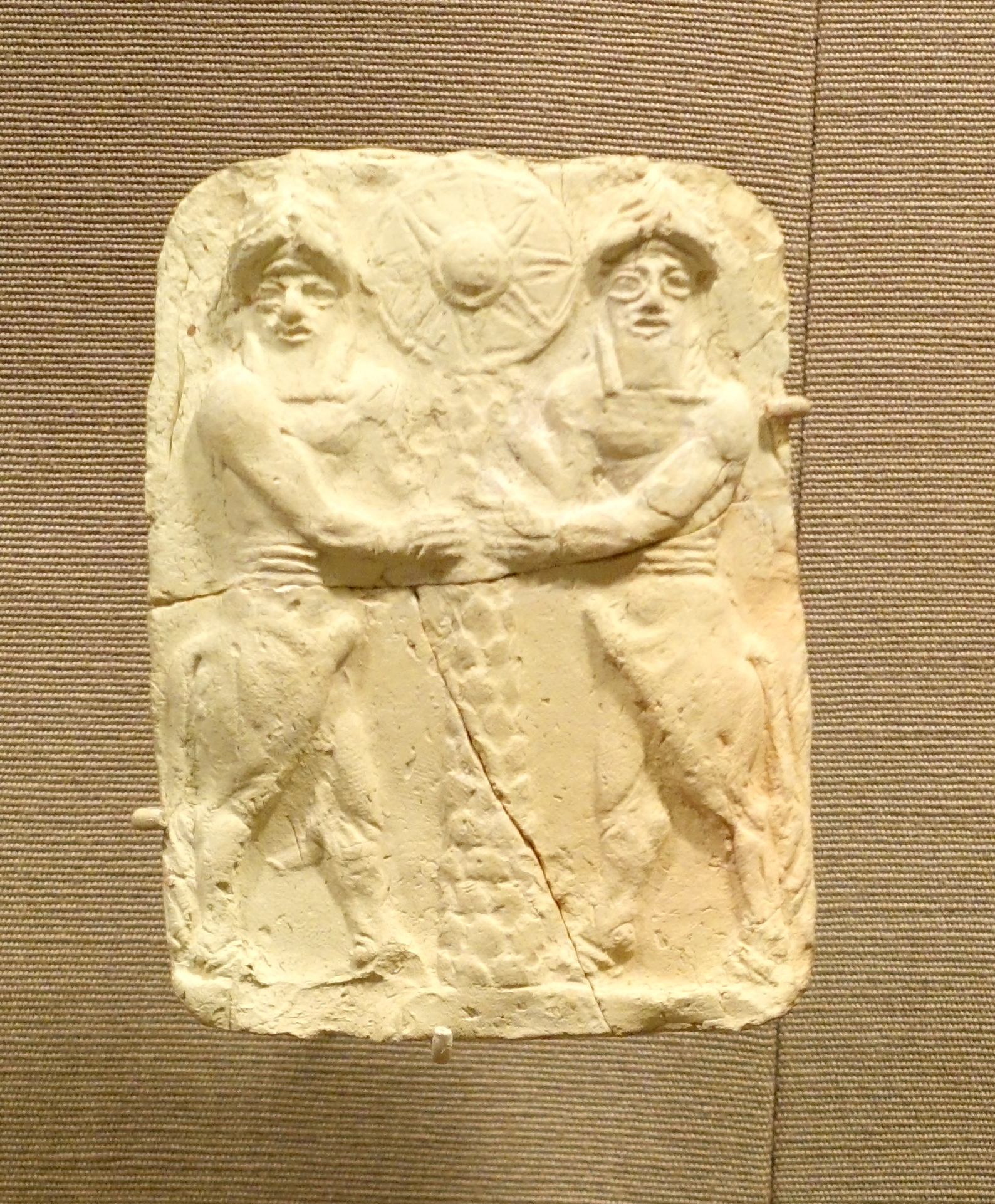
لوحة عليها رجال يحملون جذع نخيل مع قرص الشمس، متحف المعهد الشرقي، جامعة شيكاغو
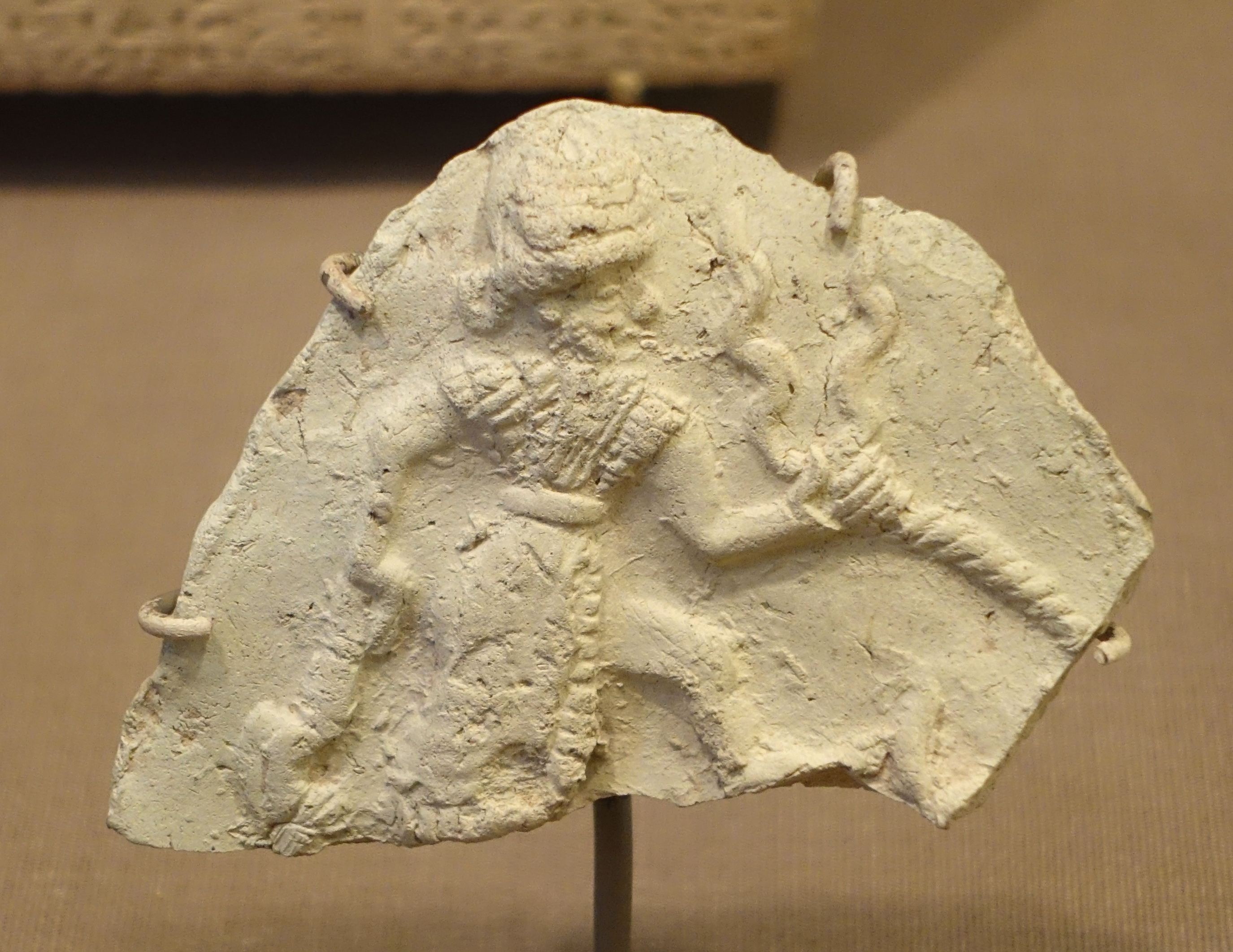
إله العاصفة، متحف المعهد الشرقي، جامعة شيكاغو
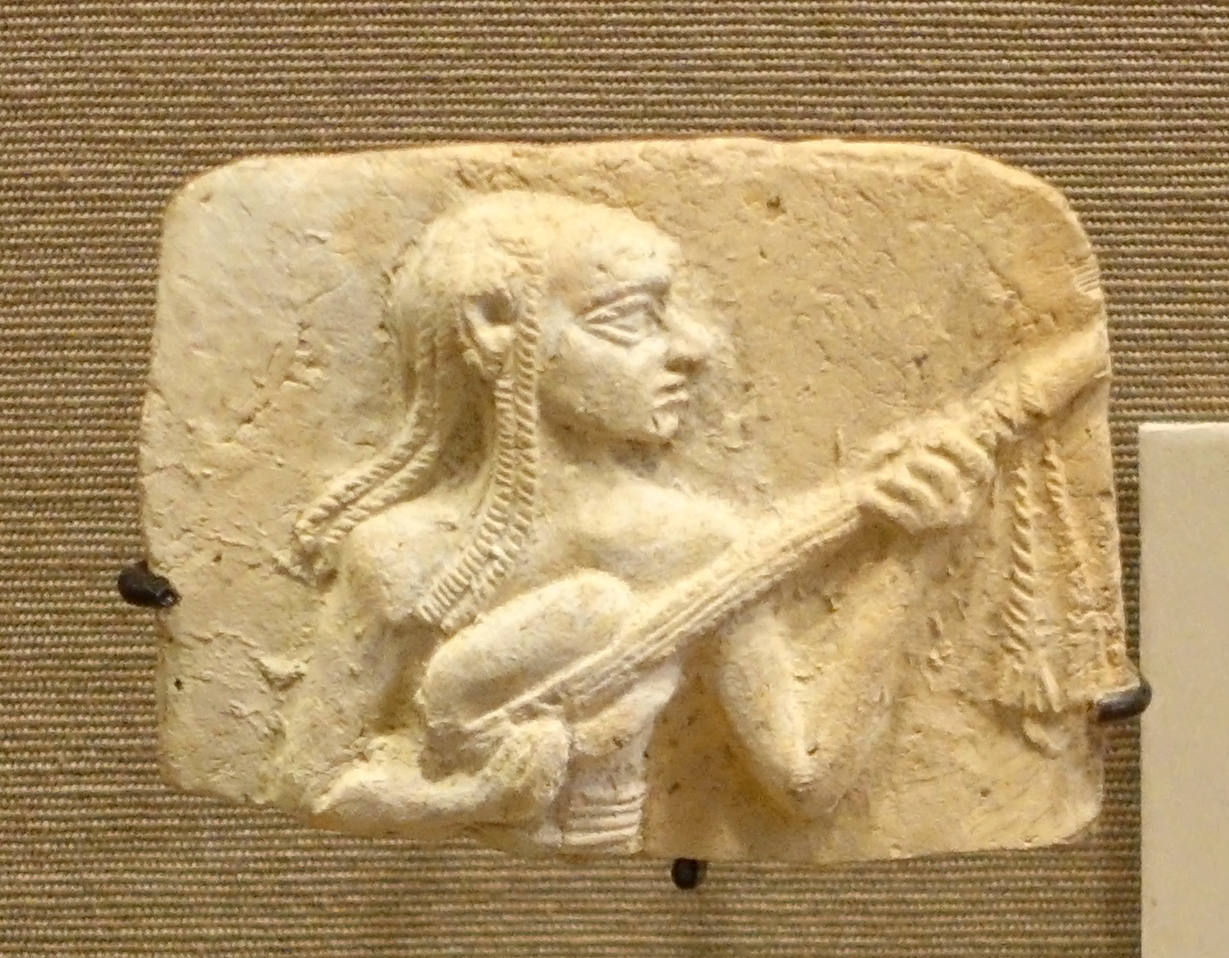
موسيقي يعزف على العود، متحف المعهد الشرقي، جامعة شيكاغو